# Табе, Грегориос Элиас
Грегориос Элиас Табе (Gregorios Elias Tabé) (18 марта 1941, Мардин, Турция — 16 апреля 2023, Эль-Камышлы, Сирия) — сиро-католический архиепископ Дамаска (2001—2019).
Принял священнический сан 4 мая 1969 года.
Папа Иоанн Павел II 24 июня 1995 года назначил его титулярным епископом Батнэ деи Сири (Batnae dei Siri) и викарием сиро-католической архиепархии Дамаска. Сан рукоположения провёл 7 января 1996 года сиро-католический патриарх Антиохии Игнатиус Антон II Хайэк, которому сослужили архиепископ Дамаска Эустат Жозеф Моунайер (Eustathe Joseph Mounayer) и архиепископ Алеппо Денис Рабула Антон Бейлуни (Denys Raboula Antoine Beylouni).
С 25 мая 1996 года титулярный епископ Мардина. С 1997 года куриальный епископ сиро-католического патриархата Антиохия.
С 8 мая 1999 года коадъютор-архиепископ Дамаска. С 24 июня 2001 года архиепископ Дамаска.
Опасаясь прихода к власти исламистов, во время беспорядков поддерживал президента Башара  Асада, отличающегося религиозной веротерпимостью.
Сложил полномочия 22 июня 2019 года в связи с достижением предельного возраста.